# Óculo

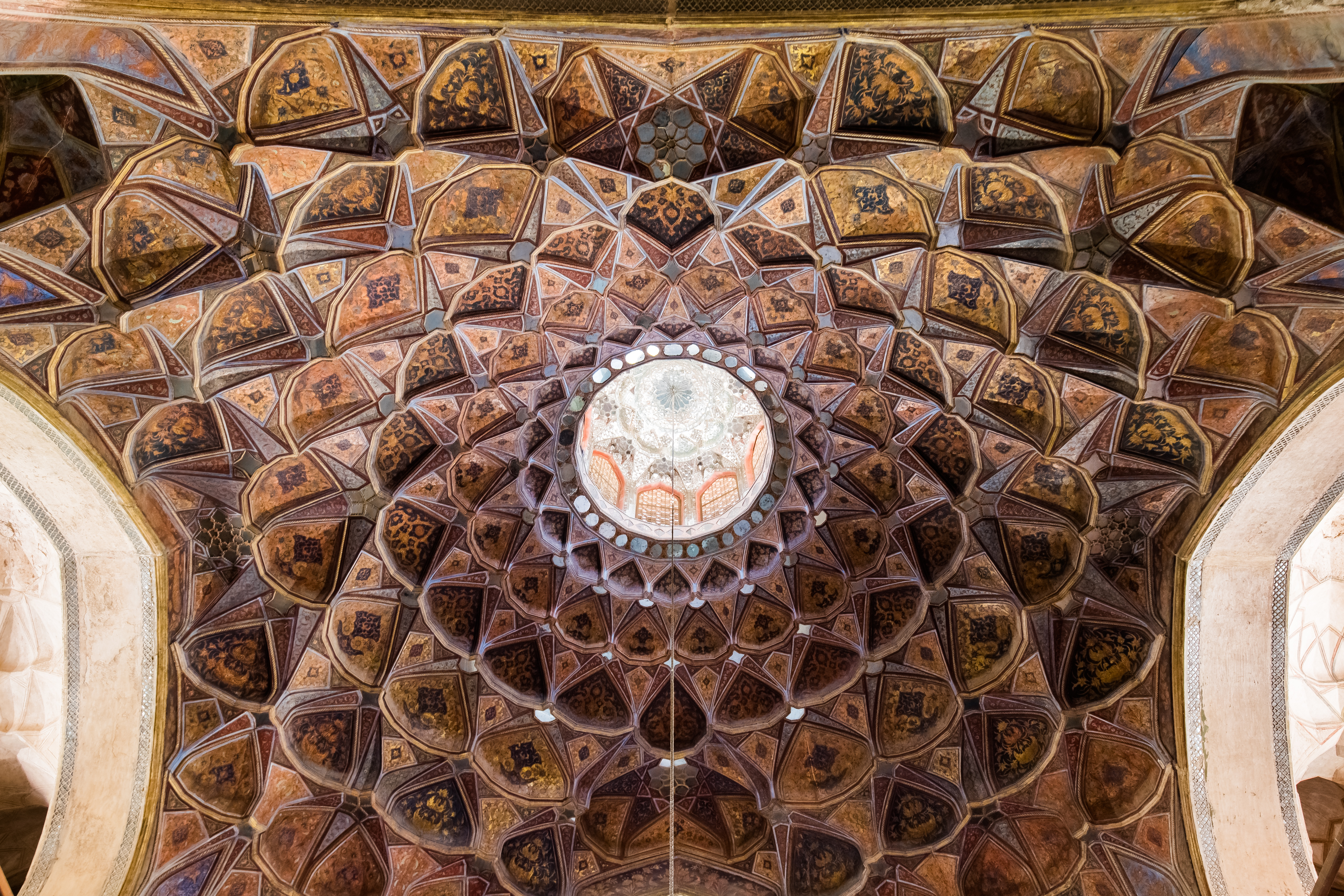
Óculo en el centro de la cúpula del palacio de Hasht Bihisht, Isfahán, Irán.

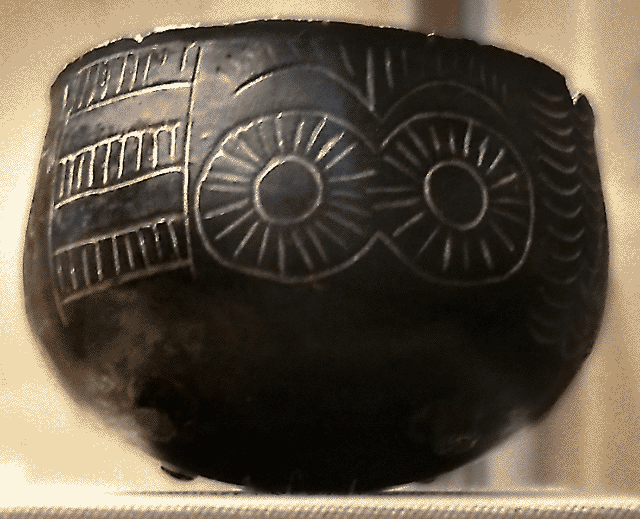
Cuenco de la Edad de Bronce con dos óculos de Los Millares en Almería.

Óculo es una palabra que proviene del latín oculus (plural oculi), que significa "ojo" y designa en arquitectura una abertura o ventana de forma circular u ovalada. Su función es la de proporcionar iluminación. También puede usarse de forma exclusivamente decorativa.

## Tipos
- Se viene utilizando para definir la abertura circular central existente en la cúpula del Panteón de Roma. En este caso su función era aligerar el peso de la cúpula al mismo tiempo que dejaba entrar el aire y la luz.

- Las ventanas circulares, también se encuentran en los tímpanos de las basílicas e iglesias cristianas o, cuando se trata del gótico un rosetón.[1]

- Las típicas circulares u ovaladas de la arquitectura del siglo XVI se las suele denominar ojos de buey.[1]

- Las ventanas circulares en las buhardillas han sido una característica de la arquitectura clásica francesa del siglo XVII.

- También se encuentran óculos u ojos de buey, por razones estructurales, en las ventanillas de los barcos o aviones.

- En arqueología, óculo es el nombre que se da a determinados motivos geométricos encontrados en el arte prehistórico de Europa occidental. Suele referirse a un par de marcas circulares o espirales que se suelen interpretar como ojos. Aparecen en cerámicas, estatuas y megalitos. Pueden representar la mirada de un dios o diosa y fue especialmente común durante el período Neolítico.